# Батарея Зирса
Батарея Зирса — коневая батарея, особенность которой состоит в том, что тематический белый конь играет на втором и третьем ходу. Названа по фамилии немецкого проблемиста Теодора Зирса (нем. Theodor Siers), опубликовавшего в 1948 сборник задач с игрой коневой батареи.

## Задача
|   | a | b | c | d | e | f | g | h |   |
| - | --- | --- | --- | --- | --- | --- | --- | --- | - |
| 8 | c8 чёрный слон · f8 чёрная ладья · a7 белый король · c7 чёрная пешка · e7 чёрная пешка · h7 белый слон · f6 белая ладья · h6 белый ферзь · c5 чёрный конь · d5 чёрная пешка · f5 белая пешка · b4 белая ладья · c4 белый конь · e4 чёрный король · c3 чёрная пешка · e3 чёрная пешка · g3 белая пешка · e2 белая пешка · g2 чёрный конь · a1 чёрный слон · f1 чёрная ладья | c8 чёрный слон · f8 чёрная ладья · a7 белый король · c7 чёрная пешка · e7 чёрная пешка · h7 белый слон · f6 белая ладья · h6 белый ферзь · c5 чёрный конь · d5 чёрная пешка · f5 белая пешка · b4 белая ладья · c4 белый конь · e4 чёрный король · c3 чёрная пешка · e3 чёрная пешка · g3 белая пешка · e2 белая пешка · g2 чёрный конь · a1 чёрный слон · f1 чёрная ладья | c8 чёрный слон · f8 чёрная ладья · a7 белый король · c7 чёрная пешка · e7 чёрная пешка · h7 белый слон · f6 белая ладья · h6 белый ферзь · c5 чёрный конь · d5 чёрная пешка · f5 белая пешка · b4 белая ладья · c4 белый конь · e4 чёрный король · c3 чёрная пешка · e3 чёрная пешка · g3 белая пешка · e2 белая пешка · g2 чёрный конь · a1 чёрный слон · f1 чёрная ладья | c8 чёрный слон · f8 чёрная ладья · a7 белый король · c7 чёрная пешка · e7 чёрная пешка · h7 белый слон · f6 белая ладья · h6 белый ферзь · c5 чёрный конь · d5 чёрная пешка · f5 белая пешка · b4 белая ладья · c4 белый конь · e4 чёрный король · c3 чёрная пешка · e3 чёрная пешка · g3 белая пешка · e2 белая пешка · g2 чёрный конь · a1 чёрный слон · f1 чёрная ладья | c8 чёрный слон · f8 чёрная ладья · a7 белый король · c7 чёрная пешка · e7 чёрная пешка · h7 белый слон · f6 белая ладья · h6 белый ферзь · c5 чёрный конь · d5 чёрная пешка · f5 белая пешка · b4 белая ладья · c4 белый конь · e4 чёрный король · c3 чёрная пешка · e3 чёрная пешка · g3 белая пешка · e2 белая пешка · g2 чёрный конь · a1 чёрный слон · f1 чёрная ладья | c8 чёрный слон · f8 чёрная ладья · a7 белый король · c7 чёрная пешка · e7 чёрная пешка · h7 белый слон · f6 белая ладья · h6 белый ферзь · c5 чёрный конь · d5 чёрная пешка · f5 белая пешка · b4 белая ладья · c4 белый конь · e4 чёрный король · c3 чёрная пешка · e3 чёрная пешка · g3 белая пешка · e2 белая пешка · g2 чёрный конь · a1 чёрный слон · f1 чёрная ладья | c8 чёрный слон · f8 чёрная ладья · a7 белый король · c7 чёрная пешка · e7 чёрная пешка · h7 белый слон · f6 белая ладья · h6 белый ферзь · c5 чёрный конь · d5 чёрная пешка · f5 белая пешка · b4 белая ладья · c4 белый конь · e4 чёрный король · c3 чёрная пешка · e3 чёрная пешка · g3 белая пешка · e2 белая пешка · g2 чёрный конь · a1 чёрный слон · f1 чёрная ладья | c8 чёрный слон · f8 чёрная ладья · a7 белый король · c7 чёрная пешка · e7 чёрная пешка · h7 белый слон · f6 белая ладья · h6 белый ферзь · c5 чёрный конь · d5 чёрная пешка · f5 белая пешка · b4 белая ладья · c4 белый конь · e4 чёрный король · c3 чёрная пешка · e3 чёрная пешка · g3 белая пешка · e2 белая пешка · g2 чёрный конь · a1 чёрный слон · f1 чёрная ладья | 8 |
| 7 | c8 чёрный слон · f8 чёрная ладья · a7 белый король · c7 чёрная пешка · e7 чёрная пешка · h7 белый слон · f6 белая ладья · h6 белый ферзь · c5 чёрный конь · d5 чёрная пешка · f5 белая пешка · b4 белая ладья · c4 белый конь · e4 чёрный король · c3 чёрная пешка · e3 чёрная пешка · g3 белая пешка · e2 белая пешка · g2 чёрный конь · a1 чёрный слон · f1 чёрная ладья | c8 чёрный слон · f8 чёрная ладья · a7 белый король · c7 чёрная пешка · e7 чёрная пешка · h7 белый слон · f6 белая ладья · h6 белый ферзь · c5 чёрный конь · d5 чёрная пешка · f5 белая пешка · b4 белая ладья · c4 белый конь · e4 чёрный король · c3 чёрная пешка · e3 чёрная пешка · g3 белая пешка · e2 белая пешка · g2 чёрный конь · a1 чёрный слон · f1 чёрная ладья | c8 чёрный слон · f8 чёрная ладья · a7 белый король · c7 чёрная пешка · e7 чёрная пешка · h7 белый слон · f6 белая ладья · h6 белый ферзь · c5 чёрный конь · d5 чёрная пешка · f5 белая пешка · b4 белая ладья · c4 белый конь · e4 чёрный король · c3 чёрная пешка · e3 чёрная пешка · g3 белая пешка · e2 белая пешка · g2 чёрный конь · a1 чёрный слон · f1 чёрная ладья | c8 чёрный слон · f8 чёрная ладья · a7 белый король · c7 чёрная пешка · e7 чёрная пешка · h7 белый слон · f6 белая ладья · h6 белый ферзь · c5 чёрный конь · d5 чёрная пешка · f5 белая пешка · b4 белая ладья · c4 белый конь · e4 чёрный король · c3 чёрная пешка · e3 чёрная пешка · g3 белая пешка · e2 белая пешка · g2 чёрный конь · a1 чёрный слон · f1 чёрная ладья | c8 чёрный слон · f8 чёрная ладья · a7 белый король · c7 чёрная пешка · e7 чёрная пешка · h7 белый слон · f6 белая ладья · h6 белый ферзь · c5 чёрный конь · d5 чёрная пешка · f5 белая пешка · b4 белая ладья · c4 белый конь · e4 чёрный король · c3 чёрная пешка · e3 чёрная пешка · g3 белая пешка · e2 белая пешка · g2 чёрный конь · a1 чёрный слон · f1 чёрная ладья | c8 чёрный слон · f8 чёрная ладья · a7 белый король · c7 чёрная пешка · e7 чёрная пешка · h7 белый слон · f6 белая ладья · h6 белый ферзь · c5 чёрный конь · d5 чёрная пешка · f5 белая пешка · b4 белая ладья · c4 белый конь · e4 чёрный король · c3 чёрная пешка · e3 чёрная пешка · g3 белая пешка · e2 белая пешка · g2 чёрный конь · a1 чёрный слон · f1 чёрная ладья | c8 чёрный слон · f8 чёрная ладья · a7 белый король · c7 чёрная пешка · e7 чёрная пешка · h7 белый слон · f6 белая ладья · h6 белый ферзь · c5 чёрный конь · d5 чёрная пешка · f5 белая пешка · b4 белая ладья · c4 белый конь · e4 чёрный король · c3 чёрная пешка · e3 чёрная пешка · g3 белая пешка · e2 белая пешка · g2 чёрный конь · a1 чёрный слон · f1 чёрная ладья | c8 чёрный слон · f8 чёрная ладья · a7 белый король · c7 чёрная пешка · e7 чёрная пешка · h7 белый слон · f6 белая ладья · h6 белый ферзь · c5 чёрный конь · d5 чёрная пешка · f5 белая пешка · b4 белая ладья · c4 белый конь · e4 чёрный король · c3 чёрная пешка · e3 чёрная пешка · g3 белая пешка · e2 белая пешка · g2 чёрный конь · a1 чёрный слон · f1 чёрная ладья | 7 |
| 6 | c8 чёрный слон · f8 чёрная ладья · a7 белый король · c7 чёрная пешка · e7 чёрная пешка · h7 белый слон · f6 белая ладья · h6 белый ферзь · c5 чёрный конь · d5 чёрная пешка · f5 белая пешка · b4 белая ладья · c4 белый конь · e4 чёрный король · c3 чёрная пешка · e3 чёрная пешка · g3 белая пешка · e2 белая пешка · g2 чёрный конь · a1 чёрный слон · f1 чёрная ладья | c8 чёрный слон · f8 чёрная ладья · a7 белый король · c7 чёрная пешка · e7 чёрная пешка · h7 белый слон · f6 белая ладья · h6 белый ферзь · c5 чёрный конь · d5 чёрная пешка · f5 белая пешка · b4 белая ладья · c4 белый конь · e4 чёрный король · c3 чёрная пешка · e3 чёрная пешка · g3 белая пешка · e2 белая пешка · g2 чёрный конь · a1 чёрный слон · f1 чёрная ладья | c8 чёрный слон · f8 чёрная ладья · a7 белый король · c7 чёрная пешка · e7 чёрная пешка · h7 белый слон · f6 белая ладья · h6 белый ферзь · c5 чёрный конь · d5 чёрная пешка · f5 белая пешка · b4 белая ладья · c4 белый конь · e4 чёрный король · c3 чёрная пешка · e3 чёрная пешка · g3 белая пешка · e2 белая пешка · g2 чёрный конь · a1 чёрный слон · f1 чёрная ладья | c8 чёрный слон · f8 чёрная ладья · a7 белый король · c7 чёрная пешка · e7 чёрная пешка · h7 белый слон · f6 белая ладья · h6 белый ферзь · c5 чёрный конь · d5 чёрная пешка · f5 белая пешка · b4 белая ладья · c4 белый конь · e4 чёрный король · c3 чёрная пешка · e3 чёрная пешка · g3 белая пешка · e2 белая пешка · g2 чёрный конь · a1 чёрный слон · f1 чёрная ладья | c8 чёрный слон · f8 чёрная ладья · a7 белый король · c7 чёрная пешка · e7 чёрная пешка · h7 белый слон · f6 белая ладья · h6 белый ферзь · c5 чёрный конь · d5 чёрная пешка · f5 белая пешка · b4 белая ладья · c4 белый конь · e4 чёрный король · c3 чёрная пешка · e3 чёрная пешка · g3 белая пешка · e2 белая пешка · g2 чёрный конь · a1 чёрный слон · f1 чёрная ладья | c8 чёрный слон · f8 чёрная ладья · a7 белый король · c7 чёрная пешка · e7 чёрная пешка · h7 белый слон · f6 белая ладья · h6 белый ферзь · c5 чёрный конь · d5 чёрная пешка · f5 белая пешка · b4 белая ладья · c4 белый конь · e4 чёрный король · c3 чёрная пешка · e3 чёрная пешка · g3 белая пешка · e2 белая пешка · g2 чёрный конь · a1 чёрный слон · f1 чёрная ладья | c8 чёрный слон · f8 чёрная ладья · a7 белый король · c7 чёрная пешка · e7 чёрная пешка · h7 белый слон · f6 белая ладья · h6 белый ферзь · c5 чёрный конь · d5 чёрная пешка · f5 белая пешка · b4 белая ладья · c4 белый конь · e4 чёрный король · c3 чёрная пешка · e3 чёрная пешка · g3 белая пешка · e2 белая пешка · g2 чёрный конь · a1 чёрный слон · f1 чёрная ладья | c8 чёрный слон · f8 чёрная ладья · a7 белый король · c7 чёрная пешка · e7 чёрная пешка · h7 белый слон · f6 белая ладья · h6 белый ферзь · c5 чёрный конь · d5 чёрная пешка · f5 белая пешка · b4 белая ладья · c4 белый конь · e4 чёрный король · c3 чёрная пешка · e3 чёрная пешка · g3 белая пешка · e2 белая пешка · g2 чёрный конь · a1 чёрный слон · f1 чёрная ладья | 6 |
| 5 | c8 чёрный слон · f8 чёрная ладья · a7 белый король · c7 чёрная пешка · e7 чёрная пешка · h7 белый слон · f6 белая ладья · h6 белый ферзь · c5 чёрный конь · d5 чёрная пешка · f5 белая пешка · b4 белая ладья · c4 белый конь · e4 чёрный король · c3 чёрная пешка · e3 чёрная пешка · g3 белая пешка · e2 белая пешка · g2 чёрный конь · a1 чёрный слон · f1 чёрная ладья | c8 чёрный слон · f8 чёрная ладья · a7 белый король · c7 чёрная пешка · e7 чёрная пешка · h7 белый слон · f6 белая ладья · h6 белый ферзь · c5 чёрный конь · d5 чёрная пешка · f5 белая пешка · b4 белая ладья · c4 белый конь · e4 чёрный король · c3 чёрная пешка · e3 чёрная пешка · g3 белая пешка · e2 белая пешка · g2 чёрный конь · a1 чёрный слон · f1 чёрная ладья | c8 чёрный слон · f8 чёрная ладья · a7 белый король · c7 чёрная пешка · e7 чёрная пешка · h7 белый слон · f6 белая ладья · h6 белый ферзь · c5 чёрный конь · d5 чёрная пешка · f5 белая пешка · b4 белая ладья · c4 белый конь · e4 чёрный король · c3 чёрная пешка · e3 чёрная пешка · g3 белая пешка · e2 белая пешка · g2 чёрный конь · a1 чёрный слон · f1 чёрная ладья | c8 чёрный слон · f8 чёрная ладья · a7 белый король · c7 чёрная пешка · e7 чёрная пешка · h7 белый слон · f6 белая ладья · h6 белый ферзь · c5 чёрный конь · d5 чёрная пешка · f5 белая пешка · b4 белая ладья · c4 белый конь · e4 чёрный король · c3 чёрная пешка · e3 чёрная пешка · g3 белая пешка · e2 белая пешка · g2 чёрный конь · a1 чёрный слон · f1 чёрная ладья | c8 чёрный слон · f8 чёрная ладья · a7 белый король · c7 чёрная пешка · e7 чёрная пешка · h7 белый слон · f6 белая ладья · h6 белый ферзь · c5 чёрный конь · d5 чёрная пешка · f5 белая пешка · b4 белая ладья · c4 белый конь · e4 чёрный король · c3 чёрная пешка · e3 чёрная пешка · g3 белая пешка · e2 белая пешка · g2 чёрный конь · a1 чёрный слон · f1 чёрная ладья | c8 чёрный слон · f8 чёрная ладья · a7 белый король · c7 чёрная пешка · e7 чёрная пешка · h7 белый слон · f6 белая ладья · h6 белый ферзь · c5 чёрный конь · d5 чёрная пешка · f5 белая пешка · b4 белая ладья · c4 белый конь · e4 чёрный король · c3 чёрная пешка · e3 чёрная пешка · g3 белая пешка · e2 белая пешка · g2 чёрный конь · a1 чёрный слон · f1 чёрная ладья | c8 чёрный слон · f8 чёрная ладья · a7 белый король · c7 чёрная пешка · e7 чёрная пешка · h7 белый слон · f6 белая ладья · h6 белый ферзь · c5 чёрный конь · d5 чёрная пешка · f5 белая пешка · b4 белая ладья · c4 белый конь · e4 чёрный король · c3 чёрная пешка · e3 чёрная пешка · g3 белая пешка · e2 белая пешка · g2 чёрный конь · a1 чёрный слон · f1 чёрная ладья | c8 чёрный слон · f8 чёрная ладья · a7 белый король · c7 чёрная пешка · e7 чёрная пешка · h7 белый слон · f6 белая ладья · h6 белый ферзь · c5 чёрный конь · d5 чёрная пешка · f5 белая пешка · b4 белая ладья · c4 белый конь · e4 чёрный король · c3 чёрная пешка · e3 чёрная пешка · g3 белая пешка · e2 белая пешка · g2 чёрный конь · a1 чёрный слон · f1 чёрная ладья | 5 |
| 4 | c8 чёрный слон · f8 чёрная ладья · a7 белый король · c7 чёрная пешка · e7 чёрная пешка · h7 белый слон · f6 белая ладья · h6 белый ферзь · c5 чёрный конь · d5 чёрная пешка · f5 белая пешка · b4 белая ладья · c4 белый конь · e4 чёрный король · c3 чёрная пешка · e3 чёрная пешка · g3 белая пешка · e2 белая пешка · g2 чёрный конь · a1 чёрный слон · f1 чёрная ладья | c8 чёрный слон · f8 чёрная ладья · a7 белый король · c7 чёрная пешка · e7 чёрная пешка · h7 белый слон · f6 белая ладья · h6 белый ферзь · c5 чёрный конь · d5 чёрная пешка · f5 белая пешка · b4 белая ладья · c4 белый конь · e4 чёрный король · c3 чёрная пешка · e3 чёрная пешка · g3 белая пешка · e2 белая пешка · g2 чёрный конь · a1 чёрный слон · f1 чёрная ладья | c8 чёрный слон · f8 чёрная ладья · a7 белый король · c7 чёрная пешка · e7 чёрная пешка · h7 белый слон · f6 белая ладья · h6 белый ферзь · c5 чёрный конь · d5 чёрная пешка · f5 белая пешка · b4 белая ладья · c4 белый конь · e4 чёрный король · c3 чёрная пешка · e3 чёрная пешка · g3 белая пешка · e2 белая пешка · g2 чёрный конь · a1 чёрный слон · f1 чёрная ладья | c8 чёрный слон · f8 чёрная ладья · a7 белый король · c7 чёрная пешка · e7 чёрная пешка · h7 белый слон · f6 белая ладья · h6 белый ферзь · c5 чёрный конь · d5 чёрная пешка · f5 белая пешка · b4 белая ладья · c4 белый конь · e4 чёрный король · c3 чёрная пешка · e3 чёрная пешка · g3 белая пешка · e2 белая пешка · g2 чёрный конь · a1 чёрный слон · f1 чёрная ладья | c8 чёрный слон · f8 чёрная ладья · a7 белый король · c7 чёрная пешка · e7 чёрная пешка · h7 белый слон · f6 белая ладья · h6 белый ферзь · c5 чёрный конь · d5 чёрная пешка · f5 белая пешка · b4 белая ладья · c4 белый конь · e4 чёрный король · c3 чёрная пешка · e3 чёрная пешка · g3 белая пешка · e2 белая пешка · g2 чёрный конь · a1 чёрный слон · f1 чёрная ладья | c8 чёрный слон · f8 чёрная ладья · a7 белый король · c7 чёрная пешка · e7 чёрная пешка · h7 белый слон · f6 белая ладья · h6 белый ферзь · c5 чёрный конь · d5 чёрная пешка · f5 белая пешка · b4 белая ладья · c4 белый конь · e4 чёрный король · c3 чёрная пешка · e3 чёрная пешка · g3 белая пешка · e2 белая пешка · g2 чёрный конь · a1 чёрный слон · f1 чёрная ладья | c8 чёрный слон · f8 чёрная ладья · a7 белый король · c7 чёрная пешка · e7 чёрная пешка · h7 белый слон · f6 белая ладья · h6 белый ферзь · c5 чёрный конь · d5 чёрная пешка · f5 белая пешка · b4 белая ладья · c4 белый конь · e4 чёрный король · c3 чёрная пешка · e3 чёрная пешка · g3 белая пешка · e2 белая пешка · g2 чёрный конь · a1 чёрный слон · f1 чёрная ладья | c8 чёрный слон · f8 чёрная ладья · a7 белый король · c7 чёрная пешка · e7 чёрная пешка · h7 белый слон · f6 белая ладья · h6 белый ферзь · c5 чёрный конь · d5 чёрная пешка · f5 белая пешка · b4 белая ладья · c4 белый конь · e4 чёрный король · c3 чёрная пешка · e3 чёрная пешка · g3 белая пешка · e2 белая пешка · g2 чёрный конь · a1 чёрный слон · f1 чёрная ладья | 4 |
| 3 | c8 чёрный слон · f8 чёрная ладья · a7 белый король · c7 чёрная пешка · e7 чёрная пешка · h7 белый слон · f6 белая ладья · h6 белый ферзь · c5 чёрный конь · d5 чёрная пешка · f5 белая пешка · b4 белая ладья · c4 белый конь · e4 чёрный король · c3 чёрная пешка · e3 чёрная пешка · g3 белая пешка · e2 белая пешка · g2 чёрный конь · a1 чёрный слон · f1 чёрная ладья | c8 чёрный слон · f8 чёрная ладья · a7 белый король · c7 чёрная пешка · e7 чёрная пешка · h7 белый слон · f6 белая ладья · h6 белый ферзь · c5 чёрный конь · d5 чёрная пешка · f5 белая пешка · b4 белая ладья · c4 белый конь · e4 чёрный король · c3 чёрная пешка · e3 чёрная пешка · g3 белая пешка · e2 белая пешка · g2 чёрный конь · a1 чёрный слон · f1 чёрная ладья | c8 чёрный слон · f8 чёрная ладья · a7 белый король · c7 чёрная пешка · e7 чёрная пешка · h7 белый слон · f6 белая ладья · h6 белый ферзь · c5 чёрный конь · d5 чёрная пешка · f5 белая пешка · b4 белая ладья · c4 белый конь · e4 чёрный король · c3 чёрная пешка · e3 чёрная пешка · g3 белая пешка · e2 белая пешка · g2 чёрный конь · a1 чёрный слон · f1 чёрная ладья | c8 чёрный слон · f8 чёрная ладья · a7 белый король · c7 чёрная пешка · e7 чёрная пешка · h7 белый слон · f6 белая ладья · h6 белый ферзь · c5 чёрный конь · d5 чёрная пешка · f5 белая пешка · b4 белая ладья · c4 белый конь · e4 чёрный король · c3 чёрная пешка · e3 чёрная пешка · g3 белая пешка · e2 белая пешка · g2 чёрный конь · a1 чёрный слон · f1 чёрная ладья | c8 чёрный слон · f8 чёрная ладья · a7 белый король · c7 чёрная пешка · e7 чёрная пешка · h7 белый слон · f6 белая ладья · h6 белый ферзь · c5 чёрный конь · d5 чёрная пешка · f5 белая пешка · b4 белая ладья · c4 белый конь · e4 чёрный король · c3 чёрная пешка · e3 чёрная пешка · g3 белая пешка · e2 белая пешка · g2 чёрный конь · a1 чёрный слон · f1 чёрная ладья | c8 чёрный слон · f8 чёрная ладья · a7 белый король · c7 чёрная пешка · e7 чёрная пешка · h7 белый слон · f6 белая ладья · h6 белый ферзь · c5 чёрный конь · d5 чёрная пешка · f5 белая пешка · b4 белая ладья · c4 белый конь · e4 чёрный король · c3 чёрная пешка · e3 чёрная пешка · g3 белая пешка · e2 белая пешка · g2 чёрный конь · a1 чёрный слон · f1 чёрная ладья | c8 чёрный слон · f8 чёрная ладья · a7 белый король · c7 чёрная пешка · e7 чёрная пешка · h7 белый слон · f6 белая ладья · h6 белый ферзь · c5 чёрный конь · d5 чёрная пешка · f5 белая пешка · b4 белая ладья · c4 белый конь · e4 чёрный король · c3 чёрная пешка · e3 чёрная пешка · g3 белая пешка · e2 белая пешка · g2 чёрный конь · a1 чёрный слон · f1 чёрная ладья | c8 чёрный слон · f8 чёрная ладья · a7 белый король · c7 чёрная пешка · e7 чёрная пешка · h7 белый слон · f6 белая ладья · h6 белый ферзь · c5 чёрный конь · d5 чёрная пешка · f5 белая пешка · b4 белая ладья · c4 белый конь · e4 чёрный король · c3 чёрная пешка · e3 чёрная пешка · g3 белая пешка · e2 белая пешка · g2 чёрный конь · a1 чёрный слон · f1 чёрная ладья | 3 |
| 2 | c8 чёрный слон · f8 чёрная ладья · a7 белый король · c7 чёрная пешка · e7 чёрная пешка · h7 белый слон · f6 белая ладья · h6 белый ферзь · c5 чёрный конь · d5 чёрная пешка · f5 белая пешка · b4 белая ладья · c4 белый конь · e4 чёрный король · c3 чёрная пешка · e3 чёрная пешка · g3 белая пешка · e2 белая пешка · g2 чёрный конь · a1 чёрный слон · f1 чёрная ладья | c8 чёрный слон · f8 чёрная ладья · a7 белый король · c7 чёрная пешка · e7 чёрная пешка · h7 белый слон · f6 белая ладья · h6 белый ферзь · c5 чёрный конь · d5 чёрная пешка · f5 белая пешка · b4 белая ладья · c4 белый конь · e4 чёрный король · c3 чёрная пешка · e3 чёрная пешка · g3 белая пешка · e2 белая пешка · g2 чёрный конь · a1 чёрный слон · f1 чёрная ладья | c8 чёрный слон · f8 чёрная ладья · a7 белый король · c7 чёрная пешка · e7 чёрная пешка · h7 белый слон · f6 белая ладья · h6 белый ферзь · c5 чёрный конь · d5 чёрная пешка · f5 белая пешка · b4 белая ладья · c4 белый конь · e4 чёрный король · c3 чёрная пешка · e3 чёрная пешка · g3 белая пешка · e2 белая пешка · g2 чёрный конь · a1 чёрный слон · f1 чёрная ладья | c8 чёрный слон · f8 чёрная ладья · a7 белый король · c7 чёрная пешка · e7 чёрная пешка · h7 белый слон · f6 белая ладья · h6 белый ферзь · c5 чёрный конь · d5 чёрная пешка · f5 белая пешка · b4 белая ладья · c4 белый конь · e4 чёрный король · c3 чёрная пешка · e3 чёрная пешка · g3 белая пешка · e2 белая пешка · g2 чёрный конь · a1 чёрный слон · f1 чёрная ладья | c8 чёрный слон · f8 чёрная ладья · a7 белый король · c7 чёрная пешка · e7 чёрная пешка · h7 белый слон · f6 белая ладья · h6 белый ферзь · c5 чёрный конь · d5 чёрная пешка · f5 белая пешка · b4 белая ладья · c4 белый конь · e4 чёрный король · c3 чёрная пешка · e3 чёрная пешка · g3 белая пешка · e2 белая пешка · g2 чёрный конь · a1 чёрный слон · f1 чёрная ладья | c8 чёрный слон · f8 чёрная ладья · a7 белый король · c7 чёрная пешка · e7 чёрная пешка · h7 белый слон · f6 белая ладья · h6 белый ферзь · c5 чёрный конь · d5 чёрная пешка · f5 белая пешка · b4 белая ладья · c4 белый конь · e4 чёрный король · c3 чёрная пешка · e3 чёрная пешка · g3 белая пешка · e2 белая пешка · g2 чёрный конь · a1 чёрный слон · f1 чёрная ладья | c8 чёрный слон · f8 чёрная ладья · a7 белый король · c7 чёрная пешка · e7 чёрная пешка · h7 белый слон · f6 белая ладья · h6 белый ферзь · c5 чёрный конь · d5 чёрная пешка · f5 белая пешка · b4 белая ладья · c4 белый конь · e4 чёрный король · c3 чёрная пешка · e3 чёрная пешка · g3 белая пешка · e2 белая пешка · g2 чёрный конь · a1 чёрный слон · f1 чёрная ладья | c8 чёрный слон · f8 чёрная ладья · a7 белый король · c7 чёрная пешка · e7 чёрная пешка · h7 белый слон · f6 белая ладья · h6 белый ферзь · c5 чёрный конь · d5 чёрная пешка · f5 белая пешка · b4 белая ладья · c4 белый конь · e4 чёрный король · c3 чёрная пешка · e3 чёрная пешка · g3 белая пешка · e2 белая пешка · g2 чёрный конь · a1 чёрный слон · f1 чёрная ладья | 2 |
| 1 | c8 чёрный слон · f8 чёрная ладья · a7 белый король · c7 чёрная пешка · e7 чёрная пешка · h7 белый слон · f6 белая ладья · h6 белый ферзь · c5 чёрный конь · d5 чёрная пешка · f5 белая пешка · b4 белая ладья · c4 белый конь · e4 чёрный король · c3 чёрная пешка · e3 чёрная пешка · g3 белая пешка · e2 белая пешка · g2 чёрный конь · a1 чёрный слон · f1 чёрная ладья | c8 чёрный слон · f8 чёрная ладья · a7 белый король · c7 чёрная пешка · e7 чёрная пешка · h7 белый слон · f6 белая ладья · h6 белый ферзь · c5 чёрный конь · d5 чёрная пешка · f5 белая пешка · b4 белая ладья · c4 белый конь · e4 чёрный король · c3 чёрная пешка · e3 чёрная пешка · g3 белая пешка · e2 белая пешка · g2 чёрный конь · a1 чёрный слон · f1 чёрная ладья | c8 чёрный слон · f8 чёрная ладья · a7 белый король · c7 чёрная пешка · e7 чёрная пешка · h7 белый слон · f6 белая ладья · h6 белый ферзь · c5 чёрный конь · d5 чёрная пешка · f5 белая пешка · b4 белая ладья · c4 белый конь · e4 чёрный король · c3 чёрная пешка · e3 чёрная пешка · g3 белая пешка · e2 белая пешка · g2 чёрный конь · a1 чёрный слон · f1 чёрная ладья | c8 чёрный слон · f8 чёрная ладья · a7 белый король · c7 чёрная пешка · e7 чёрная пешка · h7 белый слон · f6 белая ладья · h6 белый ферзь · c5 чёрный конь · d5 чёрная пешка · f5 белая пешка · b4 белая ладья · c4 белый конь · e4 чёрный король · c3 чёрная пешка · e3 чёрная пешка · g3 белая пешка · e2 белая пешка · g2 чёрный конь · a1 чёрный слон · f1 чёрная ладья | c8 чёрный слон · f8 чёрная ладья · a7 белый король · c7 чёрная пешка · e7 чёрная пешка · h7 белый слон · f6 белая ладья · h6 белый ферзь · c5 чёрный конь · d5 чёрная пешка · f5 белая пешка · b4 белая ладья · c4 белый конь · e4 чёрный король · c3 чёрная пешка · e3 чёрная пешка · g3 белая пешка · e2 белая пешка · g2 чёрный конь · a1 чёрный слон · f1 чёрная ладья | c8 чёрный слон · f8 чёрная ладья · a7 белый король · c7 чёрная пешка · e7 чёрная пешка · h7 белый слон · f6 белая ладья · h6 белый ферзь · c5 чёрный конь · d5 чёрная пешка · f5 белая пешка · b4 белая ладья · c4 белый конь · e4 чёрный король · c3 чёрная пешка · e3 чёрная пешка · g3 белая пешка · e2 белая пешка · g2 чёрный конь · a1 чёрный слон · f1 чёрная ладья | c8 чёрный слон · f8 чёрная ладья · a7 белый король · c7 чёрная пешка · e7 чёрная пешка · h7 белый слон · f6 белая ладья · h6 белый ферзь · c5 чёрный конь · d5 чёрная пешка · f5 белая пешка · b4 белая ладья · c4 белый конь · e4 чёрный король · c3 чёрная пешка · e3 чёрная пешка · g3 белая пешка · e2 белая пешка · g2 чёрный конь · a1 чёрный слон · f1 чёрная ладья | c8 чёрный слон · f8 чёрная ладья · a7 белый король · c7 чёрная пешка · e7 чёрная пешка · h7 белый слон · f6 белая ладья · h6 белый ферзь · c5 чёрный конь · d5 чёрная пешка · f5 белая пешка · b4 белая ладья · c4 белый конь · e4 чёрный король · c3 чёрная пешка · e3 чёрная пешка · g3 белая пешка · e2 белая пешка · g2 чёрный конь · a1 чёрный слон · f1 чёрная ладья | 1 |
|   | a | b | c | d | e | f | g | h |   |

1.Лс6! (~ 2.Kd6++ Kpe5 3.Фg7+ Лf6 4.Kf7#) 

1…Л1:f5 2.Фf4+ К:f4 3.Kd2++ Kpe5 4.Kf3#, 

1…Л8:f5 2.Фf6! ef 3.Kd6++ Kpe5 4.Kf7#, 

1…С:f5 2.Фе6+ К:е6 3.Kb6+ Кре5 4.Kd7# 
 
После каждого из трёх критических ходов чёрных фигур на одно и то же поле f5 следует жертва ферзя, вызывающая их перекрытие, используемое при игре белой батареи Зирса.

## Критика
Данная батарея считается открытой задолго до голландского шахматного композитора Т. Зирса и болгарского проблемиста В. Забунова. Двухступенчатая батарея слона и коня была ранее продемонстрирована Л. И. Загоруйко и далее развита советскими авторами, о чём не раз писалось в журнале «Шахматы в СССР» и еженедельнике «64», также оригинальными работами с батареей прославился ещё в довоенные годы Р. Г. Пономарёв.